# 22-20s
22-20s是一隊來自英國李斯特城的樂隊，他們只出了一張在2004年9月發行的個人同名大碟，唱片裡有十首歌曲，2005年7月當綠洲樂隊（Oasis）演唱會的支援樂隊和個人在美國巡迴演出，樂隊於2006年1月25日解散，原因不明。

## 己發行唱片
大碟
22-20s (10/09/2004) 
22-20s日本演唱會大碟 (30/05/2006)
袖珍型大碟
05/03（演唱會收錄）（2003年9月）
單曲碟
Such A Fool / Baby, You're Not In Love（2003年4月）
Why Don't You Do It For Me?（2004年4月）
Shoot Your Gun（2004年6月）
22 Days（2004年9月）
Such A Fool（2005年1月）

## 外部連結
- https://web.archive.org/web/20060327220905/http://www.astralwerks.com/22-20s/default.html
- http://www.popmatters.com/music/reviews/t/22-20s-st2005.shtml（页面存档备份，存于）